# Mąkowarsko (gmina)
Mąkowarsko – dawna gmina wiejska istniejąca w latach 1934–1954 w woj. poznańskim/pomorskim/bydgoskim (dzisiejsze woj. kujawsko-pomorskie). Siedzibą władz gminy było Mąkowarsko.
Gmina zbiorowa Mąkowarsko została utworzona 1 sierpnia 1934 roku w powiecie bydgoskim w woj. poznańskim z dotychczasowych jednostkowych gmin wiejskich: Dziedno, Dziedzinek, Lucin, Łakomowo, Mąkowarsko, Sitowiec i Wilcze. 1 kwietnia 1938 gmina Mąkowarsko wraz z całym powiatem bydgoskim została przyłączona do woj. pomorskiego. 
Po wojnie gmina zachowała przynależność administracyjną. 6 lipca 1950 roku zmieniono nazwę woj. pomorskiego na bydgoskie.  Według stanu z dnia 1 lipca 1952 roku gmina składała się z 6 gromad: Dziedno, Dziedzinek, Lucim, Mąkowarsko, Sitowiec i Wilcze.
Gmina została zniesiona 29 września 1954 roku wraz z reformą wprowadzającą gromady w miejsce gmin. Jednostki nie przywrócono 1 stycznia 1973 roku po reaktywowaniu gmin.